# Cal Marxant (Corbera de Llobregat)
Cal Marxant és una obra de Corbera de Llobregat (Baix Llobregat) inclosa a l'Inventari del Patrimoni Arquitectònic de Catalunya.

## Descripció
Casa de poble rural, amb les característiques pròpies de les cases de Corbera. Façana al carrer i tres eixides, o petit hort, al voltant.
Construcció de pedra de marès vermell amb morter de calç, embigat de fusta i revoltons en sostres.
Els balcons centrals i lateral esquerre són fets posteriorment.